# Bagrat VI di Georgia
Bagrat VI Bagration (in georgiano ბაგრატ VI?; 1435 – 1478), fu pretendente al trono d'Imerezia dal 1454 al 1463 e re di Imerezia e Cartalia dal 1465 al 1478.

## Biografia
Bagrat VI è un nipote del re Costantino I di Georgia e figlio del principe Giorgio, co-re di Georgia dal 1408 al 1412, e di Goulaschar, figlia ed erede di Demetrio I d'Imerezia.
Sua madre, una volta vedova, ha poi sposato il re Demetrio III di Georgia; Bagrat è quindi il mezzo-fratello del re Constantino II di Georgia.

### Lotta contro Giorgio VII
Bagrat si proclama re di Imerezia, terra dei suoi avi materni, nel 1454, opponendosi al re Giorgio VIII di Georgia. Alla testa di una coalizione di nobili georgiani, nel 1463 sconfigge il suo oppositore Giorgio VIII alla battaglia di Cichori, occupando Kutaisi ed incoronandosi re di Imereti. In cambio dell'aiuto ricevuto, il nuovo sovrano è costretto a donare un principato (samtavro) ad ognuno dei suoi quattro principali alleati: così il clan Gelovani ha la Svanezia, i Shervashidze l'Abcasia, i Dadiani la Mingrelia e i Vardanidze in Guria. Questi principati erano di fatto semi-indipendenti.
Nel 1465, Bagrat sfrutta le difficoltà di Giorgio VIII con il suo vassallo Jakéli, atabeg di Meschezia, per invadere la Cartalia, occupando Tbilisi. Si proclama re di Iremezia e di Cartalia nel 1465. Il suo oppositore Giorgio VIII, dopo essere stato sconfitto ed imprigionato, lascia il regno a Bagrat VII che regnerà 10 anni sui due regni ormai unificati.
Una volta liberatosi dalla prigionia,  Giorgio VIII tenta di riprendere il trono, ma riesce solamente ad ottenere il principato orientale della Cachezia, lasciando spazio in Cartalia a suo nipote Costantino. Dalle fonti, sembra che Costantino sia riuscito a stabilirsi come regnante di parte della Cartalia già nel 1469.

### Invasioni e fine del regno
Durante il regno di Bagrat VI, la Georgia viene attaccata almeno due volte da Uzun Hasan, sultano del clan degli Ak Koyunlu. Bagrat è così obbligato a firmare un trattato con gli invasori, abbandonando Tbilisi ai suoi nemici. Solamente dopo la morte di Uzun Hasan nel 1478, i georgiani potranno ritornare nella loro capitale.
Bagrat muore nel 1478, lasciando il regno a suo figlio, Alessandro II, ma questi sarà espulso dalla Cartalia dai sostenitori di Constantino II.
Bagrat VI è sepolto nel monastero di Gelati, vicino Kutaisi.

## Nella cultura
- Il romanzo "L'ultimo Paleologo" di Emanuele Rizzardi, PubMe Editore, 2018 è basato sulla guerra fra Bagrat VI e Giorgi VII